# Adalberto I de Toscana
Adalberto I, margrave de Toscana (c. 820-886) fue margrave de Toscana desde 847 y guardián de la isla de Córcega (tutor Corsicae insulae). Era hijo de Bonifacio II de Toscana, quien había sido despojado de sus feudos por el emperador Lotario I, y sucesor de su hermano mayor Aganus.
Se puso de parte de Carlomán, rey de Baviera, en contra de Carlos el Calvo, rey de Francia, en su lucha por el Reino de Italia. Esto a pesar de que este último era apoyado por el papa. Cuando la corte romana persistió en esta "interferencia", Adalberto marchó sobre Roma, obligando a Juan VIII a refugiarse en la basílica de San Pedro y a los ciudadanos romanos a jurar lealtad a Carlomán. La excomunión que el papa Juan emitió en su contra, tuvo poco efecto en él.
Adalberto murió en 884, o más probablemente en 886, y fue sucedido por su hijo Adalberto II
| Predecesor: Aganus | Margrave de la Toscana Conde y duque de Lucca 847-884/886 | Sucesor: Adalberto II |